# Hoàng Sa thời nhà Nguyễn

## Chủ trương

### Trung ương
Việc đi Hoàng Sa lẫn Trường Sa để đo đạc, vẽ bản đồ, cắm mốc, dựng bia chủ quyền, trồng cây trên đảo là có sự chỉ đạo thống nhất từ của nhà nước phong kiến Việt Nam, đặc biệt là vào thời Minh Mạng.
Nhằm phục vụ việc thờ cúng thần linh cũng như để thuyền bè qua lại dễ nhận ra đảo (tránh đâm vào đảo). Vua Minh Mạng đã chuẩn y lời tâu của Bộ Công cho tỉnh Quảng Ngãi xây ngôi miếu Hoàng Sa và lập bia trên đảo vào năm Minh Mạng thứ 15 (năm 1834). Nhưng vì sóng to gió lớn không làm được, nên vào tháng 6 năm Minh Mạng thứ 16 (1835), sai Cai đội Thủy quân Phạm Văn Nguyên đem thợ Giám thành cùng phu thuyền hai tỉnh Quảng Ngãi, Bình Định chuyên chở vật liệu đến dựng miếu, dựng bia trên đảo Hoàng Sa năm Minh Mạng thứ 16 (1835) .

### Hành chánh và lãnh đạo địa phương
Tỉnh Quảng Ngãi được chính thức thành lập (là đơn vị cấp tỉnh) vào năm 1832 (năm Minh Mạng thứ 13). Theo "Đại Nam thực lục" của Quốc sử quán triều Nguyễn, và cả những ghi chép trong "Hải Nam tạp trứ" của Thái Đình Lan - một nho sinh Đài Loan bị gió bão đánh trôi giạt vào bờ biển tỉnh Quảng Ngãi vào thời điểm này - lúc bấy giờ tỉnh Quảng Ngãi chưa có quan Tuần phủ riêng, tiến sĩ Phan Thanh Giản là người kiêm chức Tuần phủ Nam - Ngãi (cả Quảng Nam lẫn Quảng Ngãi, nhưng chỉ đóng dinh thự ở Quảng Nam). Hai vị quan trực tiếp xử lý toàn bộ công việc chính trị, hành chính, chính sự, quân sự...tại Quảng Ngãi là Bố chính (mà lúc đó Ty Bố chính gọi là Ty Phiên) và Án sát (Ty Án sát gọi là Ty Niết). Hai ty Phiên và Niết đều đặt tại tỉnh thành Quảng Ngãi. Bố chính Quảng Ngãi 1834 là Lê Nguyên Trung, rồi sau đó là Trương Văn Uyển, năm 1835 là Tôn Thất Bạch; Án sát Quảng Ngãi năm 1834 là Nguyễn Đức Hội và năm 1835 là Đặng Kim Giám.

## Thông lệ đi Hoàng Sa

### Thời gian xuất binh
Hằng năm cứ vào hạ tuần tháng giêng là các phái viên, biền binh xuất quân ở kinh thành, để đến thượng tuần tháng 2 là đến Quảng Ngãi và đến hạ tuần tháng 3 là đi Hoàng Sa.

### Số lượng binh thuyền
Sách "Đại Nam thực lục" ghi: Ngoài số binh thuyền ở kinh thành phái vào, ở Quảng Ngãi (lẫn Bình Định) còn chuẩn bị thêm 3- 4 chiếc thuyền nhẹ của dân địa phương. Văn bản cổ họ Đặng cho biết trường hợp tỉnh Quảng Ngãi năm 1834 đã chuẩn bị 4 thuyền, trong đó có 1 thuyền dành riêng cho ông Võ Văn Hùng đi với 8 thủy thủ ở tỉnh Quảng Ngãi. 

## Nhân lực, vật liệu
Cai đội thủy quân Phạm Văn Nguyên đem lính và giám thành cùng phu thuyền hai tỉnh Quảng Ngãi, Bình Định chuyên chở vật liệu đến dựng miếu.
Theo bà giáo sư công pháp quốc tế Monique Chemillier - Gendreau trong cuốn sách "La souveraineté sur les archipels Paracels et Spratleys, Paris, L’Harmattan, 1996, trang 207 thì "Cuộc khảo sát trái phép đầu tiên của Ngô Kính Vinh năm 1909 cho thấy ở mỗi đảo Hoàng Sa đều có một ngôi miếu nhỏ xây kiểu nhà đá (tất cả tường mái là đá san hô và vỏ sò)"
Hướng dẫn: Võ Văn Hùng; đà công: Đặng Văm Siểm .

## Chế độ

### Phạt
Châu bản tập Minh Mạng số 54 cho biết, ngày 18 tháng 7 năm Minh Mạng thứ 16 (1835), nhà vua đã ra chỉ dụ thưởng phạt cho những người Hoàng Sa vào năm này như sau: chuyến đi Hoàng Sa (Ất mùi - 1835) Minh Mạng thứ 16 về chậm trễ, đo vẽ bản đồ chưa chu toàn, cai đội Phạm Văn Nguyên và các viên giám thành Trần Văn Vân, Nguyễn Văn Tiện, Nguyễn Văn Hoàng bị phạt mỗi người 80 trượng.

### Thưởng
Chuyến đi Hoàng Sa (Ất mùi - 1835) Minh Mạng thứ 16: Võ Văn Hùng(là người thuộc gia tộc họ Võ (Văn) tại làng An Vĩnh, một dòng họ có nhiều người đi Hoàng Sa trong nhiều thế kỷ) và Phạm Văn Sanh là những người có công trong việc hướng dẫn binh thuyền, tận tâm đo đạc hải trình nên được thưởng mỗi người 1 quan Phi Long ngân tiền. Các dân phu hai tỉnh Quảng Ngãi và Bình Định cùng đi mỗi người cũng được thưởng 1 quan tiền. 

### Chết
Theo lệ hồi đó nếu trong đoàn có người bị chết thì bó xác bằng một đôi chiếu, 7 sợi dây mây, 7 chiếc đòn tre rồi thả trôi trên biển.